# Synallaxis azarae
Synallaxis azarae là một loài chim trong họ Furnariidae.